# Germisara
Germisara era un antico pagus romano della Dacia e comprendeva uno stabilimento termale, un vicus, un accampamento militare ed era situato presso l'odierno distretto di Hunedoara, nella regione storica della Transilvania in Romania.

## Origine del nome
Il nome Germisara è di origine dacia, significa "acqua calda" (germi = calore, sara = cascata) e si riferisce alle sorgenti termali locali.

## Ilcastrum
Il castrum era stato costruito tra le attuali località di Geoagiu e Cigmău su un più antico abitato dacico da cui ha preso il nome che dominava in questo punto la valle del fiume Mures.

## Le terme
Le terme di Germisara furono poi chiamate "Thermae Dodonae" e furono adattate a bagni curativi da un distaccamento della legione XIII Gemina da Apulum.